# كردة دة (سرعين)
كردة دة هي قرية في مقاطعة سرعين، إيران. عدد سكان هذه القرية هو 833 في سنة 2006.